# 横浜病院
医療法人社団 元気会　横浜病院（いりょうほうじんしゃだんげんきかいよこはまびょういん）は神奈川県横浜市緑区にある、神奈川県の指定療養型医療施設および精神療養を行っている病院である。

## 概要
- 1985年（昭和60年）に特例許可老人病院となる。（横浜市で最初）
- 2012年（平成24年）3月31日を以って、介護療養病床から医療療養病床へ移行する。

## 病院概要
- 理事長：北島明佳
- 院長：飯野史朗
- 診療科目：内科、精神科
- 病床数：326床
  - 指定療養型医療施設―介護保険適用：112床、医療保険適用：164床、精神療養病棟：50床
- 開院：1981年（昭和56年）10月
- 開設：1991年（平成3年）2月、医療法人を設立し、「医療法人社団 元気会 横浜病院」に改称。